# معيار الكربون المعتمد
معيار الكربون المعتمد، (بالإنجليزية Verified Carbon Standard، يُعرف اختصارًا بـ VCS) ، المعروف سابقًا بمعيار الكربون الطوعي، هو معيار لاعتماد تخفيضات انبعاثات الكربون. تتم إدارة هذا المعيار بواسطة منظمة فيرا (Verra)، وهي منظمة غير ربحية.